# Watertown (Minnesota)
Watertown is een plaats (city) in de Amerikaanse staat Minnesota, en valt bestuurlijk gezien onder Carver County.

## Demografie
Bij de volkstelling in 2000 werd het aantal inwoners vastgesteld op 3029.
In 2006 is het aantal inwoners door het United States Census Bureau geschat op 3998, een stijging van 969 (32,0%).

## Geografie
Volgens het United States Census Bureau beslaat de plaats een oppervlakte van
4,4 km², waarvan 4,3 km² land en 0,1 km² water. Watertown ligt op ongeveer 296 m boven zeeniveau.

## Plaatsen in de nabije omgeving
De onderstaande figuur toont nabijgelegen plaatsen in een straal van 16 km rond Watertown.